# 글라루스역
글라루스역(독일어: Bahnhof Glarus)은 스위스 글라루스주의 글라루스 지자체에 있는 기차역이다. 치겔브뤼케–린탈선의 중간 정류장이다.
이 역은 취리히와 린탈 사이의 취리히 S-반 서비스 S25와 라퍼스빌과 슈반덴 사이의 장크트갈렌 S-반 서비스 S6이 운행한다. 두 서비스 모두 시간당 한 번 운행되며, 결합하여 치겔브뤼케와 슈반덴 사이를 시간당 두 대의 열차로 운행한다.
역은 베젠에서 철도가 완성된 1859년에 개설되었다. 그러나 카를 아우구스트 힐러가 설계한 독특한 역 건물은 1902년에서 1903년 사이에 이전 구조를 대체하기 위해 지어졌다. 역 건물은 1894년에 만들어진 창고, 기관차 창고 및 턴테이블과 함께 스위스 국가 중요 문화재 목록에 올라가 있다.

## 운행편
2020년 12월 시간표 변경에 따라 글라루스에서 다음 서비스가 정차한다.
- 장크트갈렌 S-반 S6: 라퍼스빌과 슈반덴 사이를 매시간 운행한다.
- 취리히 S-반 S25: 취리히 중앙역과 린탈 사이를 매시간 운행한다.